# Indyferentyzm
Indyferentyzm (łac. indifferens dpn. indifferentis „obojętny” od in – przeczenie i differentia „różnica”) – postawa zobojętnienia i braku zainteresowania wobec istotnych spraw społecznych (indyferentyzm społeczny), politycznych (indyferentyzm polityczny), moralnych (indyferentyzm moralny), religijnych (indyferentyzm religijny, czyli apateizm, oraz jego inna odmiana, która głosi, że żaden pogląd, postawa czy wiara nie są lepsze od innych), językowych (indyferentyzm językowy) oraz identyfikacji (tożsamości) z danym terytorium (indyferentyzm terytorialny).
Indyferentyzm terytorialny jest wyznacznikiem siły identyfikacji (tożsamości) terytorialnej.